# Cantabria Bisons 2019
Questa voce raccoglie le informazioni riguardanti i Cantabria Bisons nelle competizioni ufficiali della stagione 2019.

## Liga Norte Senior 7×7 2019

### Stagione regolare
| Santurtzi 13 gennaio 2019, ore 11:00 | Coyotes de Santurtzi | 46 – 20 referto | Cantabria Bisons | Polideportivo Municipal de Santurtzi Mikel Trueba |

| Santander 27 gennaio 2019, ore 12:00 | Cantabria Bisons | 28 – 22 referto | Mercenarios de Villamayor de Gállego | IMD Ruth Beitia |

| Guadalajara 16 febbraio 2019, ore 16:00 | Guadalajara Stings | 0 – 40 referto | Cantabria Bisons | Campo de Fútbol Municipal Pedro Escartín |

| Santander 24 febbraio 2019, ore 12:00 | Cantabria Bisons | 48 – 36 referto | Coyotes de Santurtzi | IMD Ruth Beitia |

| 10 marzo 2019, ore 12:30 | Mercenarios de Villamayor de Gállego | 26 – 42 referto | Cantabria Bisons |  |

| Santander 30 marzo 2019, ore 16:00 | Cantabria Bisons | 60 – 7 (20-0 12-7 12-0 16-0) referto | Guadalajara Stings | IMD Ruth Beitia |

### Playoff
| Oviedo 14 aprile 2019, ore 12:30 | Oviedo Madbulls | 8 – 46 referto | Cantabria Bisons | H.F.E. Tensi |

| Santurtzi 27 aprile 2019, ore 17:00 | Coyotes de Santurtzi | 23 – 18 | Cantabria Bisons | Polideportivo Municipal de Santurtzi Mikel Trueba |

## Statistiche di squadra
| Competizione      | %Vittorie | In casa | In casa | In casa | In casa | In casa | In casa | In trasferta | In trasferta | In trasferta | In trasferta | In trasferta | In trasferta | Totale | Totale | Totale | Totale | Totale | Totale |
| Competizione      | %Vittorie | G       | V       | N       | P       | Pf      | Ps      | G            | V            | N            | P            | Pf           | Ps           | G      | V      | N      | P      | Pf     | Ps     |
| ----------------- | --------- | ------- | ------- | ------- | ------- | ------- | ------- | ------------ | ------------ | ------------ | ------------ | ------------ | ------------ | ------ | ------ | ------ | ------ | ------ | ------ |
| Stagione regolare | .833      | 3       | 3       | 0       | 0       | 136     | 65      | 3            | 2            | 0            | 1            | 102          | 72           | 6      | 5      | 0      | 1      | 238    | 137    |
| Playoff           | .500      | 0       | 0       | 0       | 0       | 0       | 0       | 2            | 1            | 0            | 1            | 64           | 31           | 2      | 1      | 0      | 1      | 64     | 31     |
| Totale            | .750      | 3       | 3       | 0       | 0       | 136     | 65      | 5            | 3            | 0            | 2            | 166          | 103          | 8      | 6      | 0      | 2      | 302    | 168    |